# Izobutiramid
Izobutiramid je amid sa molekulskom formulom . Izobutiramidcan se takođe može odnositi na funkcionalnu grupu sa formulom: .
Ispitivanja na pacijentima obolelim od sraste anemije ukazuju da izobutiramid povišava nivo izražavanja gama hemoglobina.